# Saint-Maixant, Creuse
Saint-Maixant är en kommun i departementet Creuse i regionen Nouvelle-Aquitaine i de centrala delarna av Frankrike. Kommunen ligger i kantonen Aubusson som tillhör arrondissementet Aubusson. År 2022 hade Saint-Maixant 233 invånare.

## Befolkningsutveckling
Antalet invånare i kommunen Saint-Maixant
Referens:INSEE